# Volby do župních zastupitelstev 1923
Volby do župních zastupitelstev byly volby do regionálních sborů žup, konané 30. září 1923 v prvorepublikovém Československu, konkrétně pouze na Slovensku.

## Vznik župního zřízení v ČSR a průběh voleb
Dne 29. února 1920 byl vydán zákon č. 126/1920 Sb. o zřízení župních a okresních úřadů v republice Československé. Na jeho základě měly být zavedeny regionální správní a samosprávné celky – župy. Župy ale po několik let nebyly fakticky uvedeny do praxe. Proti jejich vzniku hrály národnostní důvody (minimálně dvě župy v Čechách by byly etnicky většinově německé) a politické diskuse. Realizace župního zřízení tak proběhla jen na Slovensku. Původně mělo zavedení žup na Slovensku nastat k 1. říjnu 1922, ministr pro správu Slovenska ale požádal o odsun termínu. Odklad podporovala zejména sociálně demokratická strana, která se po rozkolu s KSČ obávala volebního neúspěchu. Nakonec bylo nové župní zřízení na Slovensku zavedeno k 1. lednu 1923. Vzniklo zde celkem šest žup:
- Bratislavská župa
- Nitranská župa
- Povážská župa
- Zvolenská župa
- Podtatranská župa
- Košická župa[1]

Župní zřízení bylo kritizováno autonomistickými stranami (SĽS a SNS), protože ve srovnání s dosavadním župním zřízením z dob starého Uherska omezovalo samosprávný aspekt žup (posílení role vládou jmenovaných a nevolených členů zastupitelstev). Na Slovensku se 30. září 1923 konaly volby do župních zastupitelstev (na Slovensku probíhaly společně s komunálními volbami roku 1923).

## Výsledky voleb
Souhrnné výsledky voleb nebyly nikdy publikovány. Podle regionálních sond ale dopadly neúspěchem státotvorných a vládních sil. Například v Bratislavské župě bylo pořadí stran následující: 
1. SĽS a SNS (89 292 hlasů)
2. maďarská křesťansko-soc. str. (54 856)
3. agrární strana (49 538)
4. KSČ (46 205)
5. maďarská malorolnická strana (23 617)
6. Čs. soc. dem. str. dělnická (22 766)
7. židovská kandidátka (15 021)
8. ČSS (9093)
9. Čs. nár. dem. (8023)
10. spojené německé strany (6616)
11. maďarští republikánští rolníci (5217)
12. živnostenská strana (2783)
13. hospodářská skupina státních zaměstnanců (1644)

V Košické župě zase státotvorné strany získaly 16 mandátů, zatímco opoziční 19.